# Episodi di Damien
Questa voce contiene trame, dettagli e crediti dei registi e degli sceneggiatori dell'unica stagione della serie televisiva Damien
Negli Stati Uniti, la serie è stata trasmessa dalla A&E dal 7 marzo al 9 maggio 2016.
In Italia è inedita.
| n° | Titolo originale    | Titolo italiano | Prima TV USA   | Prima TV Italia |
| -- | ------------------- | --------------- | -------------- | --------------- |
| 1  | The Beast Rises     |                 | 7 marzo 2016   |                 |
| 2  | Second Death        |                 | 14 marzo 2016  |                 |
| 3  | The Deliverer       |                 | 21 marzo 2016  |                 |
| 4  | The Number of a Man |                 | 28 marzo 2016  |                 |
| 5  | Seven Curses        |                 | 4 aprile 2016  |                 |
| 6  | Temptress           |                 | 11 aprile 2016 |                 |
| 7  | Abattoir            |                 | 18 aprile 2016 |                 |
| 8  | Here is Wisdom      |                 | 25 aprile 2016 |                 |
| 9  | The Devil You Know  |                 | 2 maggio 2016  |                 |
| 10 | Ave Satani          |                 | 9 maggio 2016  |                 |

## The Beast Rises
- Titolo originale: The Beast Rises
- Diretto da: Shekhar Kapur
- Scritto da: Glen Mazzara

### Trama
Nel giorno del suo 30º compleanno, Damien Thorn, un fotografo di guerra, ha una esperienza traumatica con un'anziana donna posseduta durante una missione nel quartiere cristiano della città vecchia di Damasco, in Siria. Da quel momento, l'uomo comincia a ricordare vecchi e inquietanti accadimenti di quando era bambino e si confida con la sua ex-fidanzata e collega Kelly Baptiste. Dopo brevi indagini, i due entrano in contatto con uno studioso della Bibbia. Questi rivela loro che Damien è l'Anticristo. Il ragazzo ne ha la conferma quando scopre di avere una voglia sulla testa che richiama il numero della bestia, il 666, simbolo del Demonio. Il professor Reneus muore dopo essere stato inspiegabilmente attaccato da un branco di cani in casa propria. Anche Kelly rimane misteriosamente uccisa.
- Altri interpreti: Sandrine Holt (Paula Sciarra), Sam Anderson (Professor Igor Reneus), Lubomir Mykytiuk (Padre Bernardo)

## Second Death
- Titolo originale: Second Death
- Diretto da: Ernest R. Dickerson
- Scritto da: Mark H. Kruger

### Trama
Uno studente di teologia, Hermon Soroyan, viene assoldato per uccidere Damien, e gli viene consegnato uno dei sette pugnali di Megiddo, l'unica arma che può mettere fine all'esistenza dell'Anticristo. Nel tentativo, però, l'uomo rimane ucciso. Damien - durante il funerale della sua ex-fidanzata Kelly - comincia ad avere strani malesseri e deve abbandonare la chiesa. Qui reincontra Ann Rutledge, la misteriosa donna che gli rivela di avere il compito di proteggerlo sin da quando era bambino. Nel frattempo, la sorella di Kelly, Simone, e un collega e amico di Damien, Amani, scoprono un diario di Kelly nel quale la donna aveva preso appunti riguardo agli strani avvenimenti che stanno accadendo a Damien.
- Altri interpreti: Sandrine Holt (Paula Sciarra), Robin Weigert (Suor Greta Fraueva), Gianpaolo Venuta (Hermon Soroyan), Bola Aiyeola (Signora Baptiste), Paul De La Rosa (Signor Baptiste), David Ferry (Marlo Heaney), Elisa Moolecherry (Tamara Quiroz), Lubomir Mykytiuk (Padre Bernardo), Juan Carlos Velis (Padre Frank Esparza)

## The Deliverer
- Titolo originale: The Deliverer
- Diretto da: Guillermo Navarro
- Scritto da: Ryan C. Coleman

### Trama
Il detective Shay scopre che Damien era andato a fare visita al professor Reneus prima che l'uomo venisse misteriosamente sbranato da un branco di cani e comincia a nutrire forti sospetti sul giovane uomo, vista la sua presenza anche alle morti di Kelly e dello studente di teologia. Ann Rutledge mostra a Damien una stanza in cui conserva una serie di oggetti appartenutigli da piccolo. Poi gli rivela di non essere l'unica a proteggerlo affinché egli possa compiere il suo destino, cioè favorire la Seconda venuta di Cristo, nonostante la Chiesa cerchi in tutti i modi di impedirlo. Simone va a far visita a Padre Esparza per mostrargli le ricerche sul Diavolo e sul Libro della Rivelazione che sua sorella Kelly stava misteriosamente conducendo, e vede improvvisamente una statua della Santa Vergine sanguinare. La donna si convince che sua sorella stia cercando di comunicare con lei. Damien va a fare visita a John Lyons, vecchio amico di famiglia, per chiedergli informazioni su Ann Rutledge. L'uomo gli consiglia di stare alla larga dalla donna perché molto pericolosa. In realtà, Lyons è a capo dei "protettori" di Damien e, insoddisfatto dell'operato di Ann con Damien, la sostituisce con Troy Hendrie. Fuori dalla Armitage Global (l'azienda per la quale lavora Ann), la donna, sapendo di essere controllata da Damien, finge di essere stata aggredita da Troy. L'uomo fugge e viene rincorso da Damien. Arrivati ad una stazione della metropolitana, l'uomo cade e rimane strangolato quando la sua cravatta rimane impigliato tra le scale mobili. Alla fine della sua giornata di lavoro, il detective Shay viene attaccato da un rottweiler nel suo ufficio.
- Altri interpreti: Scott Wilson (John Lyons), Melanie Scrofano (Veronica Selvaggio), Alli Chung (Melissa), Sara Garcia (Claudia), Daniel Kash (Capitano McGarry), Eli Kogan (Tiago), Jamie Robinson (Detective Karlsson), Juan Carlos Velis (Padre Frank Esparza), Bruno Verdoni (Troy Hendrie)

## The Number of a Man
- Titolo originale: The Number of a Man
- Diretto da: Bronwen Hughes
- Scritto da: Nazrin Choudhury
- Altri interpreti: Scott Wilson (John Lyons), Melanie Scrofano (Veronica Selvaggio), Michelle Krusiec (Fumika Eiko), Bola Aiyeola (Signora Baptiste), Fode Bangoura (Babalawo), Brody Bover (Jacob Shay), Daniel Kash (Capitano McGarry), Michael Therriault (Patrick)

## Seven Curses
- Titolo originale: Seven Curses
- Diretto da: Mikael Salomon
- Scritto da: K.C. Perry
- Altri interpreti: Melanie Scrofano (Veronica Selvaggio), Jose Pablo Cantillo (Alex), Robin Weigert (Suor Greta Fraueva), Katie Bergin (Paula), James Cade (Ed Bone), Kate Drummond (Joann), Sarah Gale (Jackie), Sara Garcia (Claudia)

## Temptress
- Titolo originale: Temptress
- Diretto da: Nick Copus
- Scritto da: Richard Hatem
- Altri interpreti: Scott Wilson (John Lyons), Bess Armstrong (Signora Thorn), James Cade (Ed Bone), Alexandra Castillo (Arlene), Kyra Harper (Dottoressa Rose)

## Abattoir
- Titolo originale: Abattoir
- Diretto da: T.J. Scott
- Scritto da: Glen Mazzara, Mark Kruger
- Altri interpreti: Scott Wilson (John Lyons), Robin Weigert (Suor Greta Fraueva), Joe Doyle (Charles Powell), Salvatore Antonio (Signor Smigel), Brody Bover (Jacob Shay), Nicky Guadagni (Margot Lyons), Claire Rankin (Dottoressa Matthews), Michael Therriault (Patrick)

## Here is Wisdom
- Titolo originale: Here is Wisdom
- Diretto da: Tim Andrew
- Scritto da: Sarah Thorp
- Altri interpreti: Melanie Scrofano (Veronica Selvaggio), Joe Doyle (Charles Powell), Brody Bover (Jacob Shay), Claire Rankin (Dottoressa Matthews), Michael Therriault (Patrick)

## The Devil You Know
- Titolo originale: The Devil You Know
- Diretto da: Jennifer Chambers Lynch
- Scritto da: Glen Mazzara, K.C. Perry
- Altri interpreti: Melanie Scrofano (Veronica Selvaggio), Robin Weigert (Suor Greta Fraueva), Frank Renzulli (Tenente Murnau), Brody Bover (Jacob Shay), Daniel Kash (Capitano McGarry), Michael Therriault (Patrick)

## Ave Satani
- Titolo originale: Ave Satani
- Diretto da: Nick Copus
- Scritto da: Glen Mazzara
- Altri interpreti: Melanie Scrofano (Veronica Selvaggio), Brody Bover (Jacob Shay), Lindsey Clark (Stevie), Terry Czerlau (Virgil), Michael Therriault (Patrick)